# هوارد إي. اكيرز
هوارد إي. اكيرز (بالإنجليزية: Howard E. Akers)‏ هو ملحن أمريكي، ولد في 17 يوليو 1913، وتوفي في 1 أكتوبر 1984.

## وصلات خارجية
- هوارد إي. اكيرز على موقع ميوزك برينز (الإنجليزية)